# Биологическая психиатрия
Биологи́ческая психиатри́я — раздел в психиатрии, использующий биологический подход, целью которого является изучение биологических причин и механизмов развития (этиологии и патогенеза) психических расстройств, а также биологические методы их лечения и коррекции.
Исследование молекулярных механизмов заболеваний в рамках биологической психиатрии не исключает воздействия психологических факторов и возможности психологической коррекции и социальной поддержки. Более того, на своём уровне биологическая психиатрия исследует действие этих факторов, изучая, к примеру, изменения в мозге, вызываемые сенсорной депривацией, социальной изоляцией, травматическими стрессами.
В советской психиатрии преобладал биологический подход (хотя сам термин «биологическая психиатрия» не использовался); это находило обоснование в официальной материалистической философии:

Термин «душевнобольной», которым мы пользуемся по привычке, по существу, бессмыслен. У человека нет «души», как чего-то воздушного, бесплотного, независимого от его телесной сути. Больна не «душа». Болен мозг. А может быть, даже изначально — не мозг, ибо он тоже неотделим от всего человеческого естества. Он омывается кровью, он принимает сигналы из внутренних органов и отвечает на них, он владеет телом, как и тело владеет им.— Журнал «Здоровье», № 11 / 1974 г., с. 4
Всемирная федерация биологической психиатрии (WFSBP) была создана в 1978 году.